# Timeless: The Classics
Timeless: The Classics é um álbum de covers do músico, cantor e compositor estadunidense Michael Bolton, lançado em 1992..

## Faixas
1. "Since I Fell For You"  (Buddy Johnson) 3:09
2. "To Love Somebody"   	(Barry Gibb, Robin Gibb) 4:09
3. "Reach Out I'll Be There"  (Lamont Dozier, Brian Holland, Eddie Holland) 	3:54
4. "You Send Me"   (Sam Cooke) 4:00
5. "Yesterday"   (John Lennon, Paul McCartney) 3:31
6. "Hold On, I'm Coming"   (Isaac Hayes, David Porter) 3:15
7. "Bring It On Home To Me"  (Cooke) 4:27
8. "Knock on Wood"  (Steve Cropper, Eddie Floyd) 3:51
9. "Drift Away"   (Mentor Williams) 6:07
10. "White Christmas"  (Irving Berlin) 3:42

## Desempenho nas paradas

### Álbum
| Paradas (1992) | Melhor posição |
| -------------- | -------------- |
| Billboard 200  | 1              |

### Singles
| Ano  | Single                      | Parada             | Posição |
| ---- | --------------------------- | ------------------ | ------- |
| 1992 | "To Love Somebody"          | Adult Contemporary | 1       |
| 1992 | "To Love Somebody"          | Rhythmic Top 40    | 31      |
| 1992 | "To Love Somebody"          | Billboard Hot 100  | 11      |
| 1992 | "To Love Somebody"          | Top 40 Mainstream  | 6       |
| 1993 | "Reach Out (I'll Be There)" | Adult Contemporary | 8       |